# Trimorus spatulifer
Trimorus spatulifer is een vliesvleugelig insect uit de familie van de Scelionidae. De wetenschappelijke naam van de soort is voor het eerst geldig gepubliceerd in 1937 door Maneval.